# Bleiken bei Oberdiessbach
Bleiken bei Oberdiessbach foi uma comuna da Suíça, no Cantão Berna, com cerca de 380 habitantes. Estendia-se por uma área de 3,42 km², de densidade populacional de 111 hab/km². Confinava com as seguintes comunas: Aeschlen, Brenzikofen, Buchholterberg, Fahrni, Herbligen, Oberdiessbach.
A língua oficial nesta comuna era o Alemão.

## História
Em 1 de janeiro de 2014, passou a formar parte da comuna de Oberdiessbach.